# 捷克薹草
捷克薹草（学名：Carex otrubae）为莎草科薹草属的植物。分布在欧洲、亚洲以及中国大陆的新疆等地，生长于海拔1,720米的地区，多生长在山沟、林缘以及潮湿处，目前尚未由人工引种栽培。